# ラジオ東京スピリッツ
ラジオ東京スピリッツ（ラジオとうきょうスピリッツ）は、TBSラジオ（当時TBSラジオ&コミュニケーションズ）が「ラジオ東京」として1951年12月25日に正式開局して2011年12月25日に60周年を迎えるに当たり展開されたキャンペーン、ならびにそれに連動した特別企画番組。2011年5月7日から12月24日まで放送された。

## 概要
ラジオ東京は1951年12月25日、当時有楽町にあった毎日新聞東京本社内にスタジオを設けて、東京都における民間放送ラジオの記念すべき第一声を発し、以来60年間に渡り数多くの番組を提供してきた。
そこで、ラジオ東京→TBSラジオの還暦をきっかけにこれまでのラジオ放送の歴史を振り返って、また新しい時代のラジオ放送の魅力を開拓しようということで、開局当初のラジオ東京の局名をキャンペーン名称に使った大キャンペーンを1年間（2010年12月25日から2011年12月25日）かけて展開することになった。

## 番組「ラジオ東京スピリッツ」
この一環としてラジオ東京の過去の名番組や時代背景を振り返り、またこれからのラジオについてのあり方をリスナーと共に考える同名のシリーズ番組を2011年5月7日より12月24日まで毎週土曜18:00から19:00に放送された。
当初は4月9日開始予定だったが、東日本大震災のために暫定的に「石川伸子・サタデースポーツ&ニュース」を90分番組にして震災関係報道に当てたため、スタートが延期された。

### 出演
- 小島慶子（番組の案内役）

### 取り上げた内容
1. ラジオに何ができるのか?～命をつなぐコミュニティFM　東日本大震災など、大都市災害とコミュニティ放送の役割を考える
2. 東京ローカルニュース～区って何?区長って何?　東京都都心の地方自治体である特別区（東京23区）についての考察
3. 東京ポッド許可局プレゼンツ～ラジオとポッドキャストの間　インターネットラジオ・ポッドキャスティングと一般のラジオ放送の違い・魅力を追及する
4. Moondog Party 1 ～ロックンロール誕生とアメリカのラジオ　1951年にロックンロール音楽を提唱したアラン・フリードの生涯と、ロック音楽の歴史をたどる
5. ラジオ東京開局!60年前のボクたちと時代　ドキュメンタリー。1951年の開局当時、技術スタッフやアナウンサーらはどのような準備をし、どのような思いで開局に備えていたかをインタビューなどでつづる
6. 炎の声 スポーツを伝え続けた男たち 1～プロ野球中継スタートから、ミスター長嶋と世界の王～　ラジオ放送開始当初からのメインコンテンツの一つプロ野球中継の歴史を、当時の日本プロ野球のヒーロー・王貞治・長嶋茂雄を中心とした実況録音も交えて振り返る
7. Moondog Party 2　ロック音楽の生みの親といわれるブルース音楽の歴史
8. ラジオパーソナリティって何だ?　TBSラジオのパーソナリティーが、自らの経験を踏まえラジオパーソナリティーの仕事について、またラジオでしゃべることの目的とは何かを語る
9. いい声でいこう!　いい声とはどんなものか、科学的な発想から声を分析する
10. 東京“食”力～東京を掘り起こせ～　東京の食べ物についての考察
11. ラジオ東京開局！60年前、ボクたちが作った番組　ラジオ東京開局当初からの番組音源を振り返る
12. Moondog Party 3～ラジオとブルースとロックンロール　イギリスロックの逆流
13. ステーションジングルとなるサウンドステッカーを公募するとともに、過去のジングルを聞き比べながらジングルの役割について考察した。
14. 大野雄二×土井敏之 ラジオ東京カルテット　音楽家・大野雄二の演奏をバックに土井敏之がナレーションや実況を入れたらどうなるかという実験企画
15. 炎の声 2　プロ野球戦国時代、侍野球世界へ　ON以後のプロ野球、更にワールド・ベースボール・クラシック連覇など世界に通用する日本野球の道のり
16. SPで聴く日本人の話し方　SPレコードに収録されている戦前～戦後初期の偉人のスピーチを通して、日本人の話し方を考察
17. 9.11から10年～日記が綴ったあの時　アメリカ同時多発テロ事件から10年になるに当たり、このテロ事件が世界をどう変えたか
18. 昭和30年代のラジオを聴こう　1950年代後半～60年代前半（昭和30年代）のラジオ番組の音源を振り返り、その当時の出演者へのインタビューを行う
19. Moondog Party 4　ロック歌手の名プロモーターとして名高かったビル・グレアムの半生
20. 山蔭ヒーロのスポーツ魂ここにアリ！　東北地方のアスリートへ、山蔭ヒーロがインタビュー
21. パーソナリティ公募企画・中間発表（第1弾）　ラジオパーソナリティを公募し、その選考過程などを取り上げた。
22. Moondog Party 5 「ウエストコーストからの風」
23. パーソナリティ公募企画・中間発表（第2弾）
24. アンコール・ラジオパーソナリティって何だ?
25. Moondog Party 6　ジョン・レノンの生涯
26. アンコール・TBSラジオのサウンドステッカーを考える
27. 3.11ドキュメント～語り継ぐ東日本大震災～（2011年10月1日放送の報道特番のアンコール）
28. パーソナリティ公募企画・中間発表（第3弾）
公募企画のグランプリ決定は12月24日-12月25日にかけての開局60周年長時間特番で行われ、川村亜未が受賞した。